# Johannes van den Bosch
Johannes van den Bosch (født 2. februar 1780, død 28. januar 1844) var en nederlandsk general.
van den Bosch drog 1797 som officer til Java og rykkede hurtig op til oberst, men tog afsked 1810 efter en strid med guvernøren og vendte hjem 1813, hvor han straks virkede for huset Oraniens genindsættelse. Han indtrådte på ny i hæren, blev 1815 kommandant i Maastricht og generalmajor.
van den Bosch stiftede "Selskabet for fattigkoloniers grundlæggelse" og tog virksom del i dets arbejder. I 1827 sendtes han som generalkommissær til Java, var 1830-35 guvernør her og derefter kolonialminister indtil 1839. Han gennemførte i disse stillinger det såkaldte kultursystem. Efter sin afgang blev van den Bosch greve.